# Freyburg (Unstrut)
Freyburg település Németországban, azon belül Szász-Anhalt tartományban. Lakosainak száma 4579 fő (2023. december 31.). Freyburg Laucha an der Unstrut és Gleina községekkel határos.

## Fekvése
Naumburgtól 7 km-rel északnyugatra fekvő település.

## Története

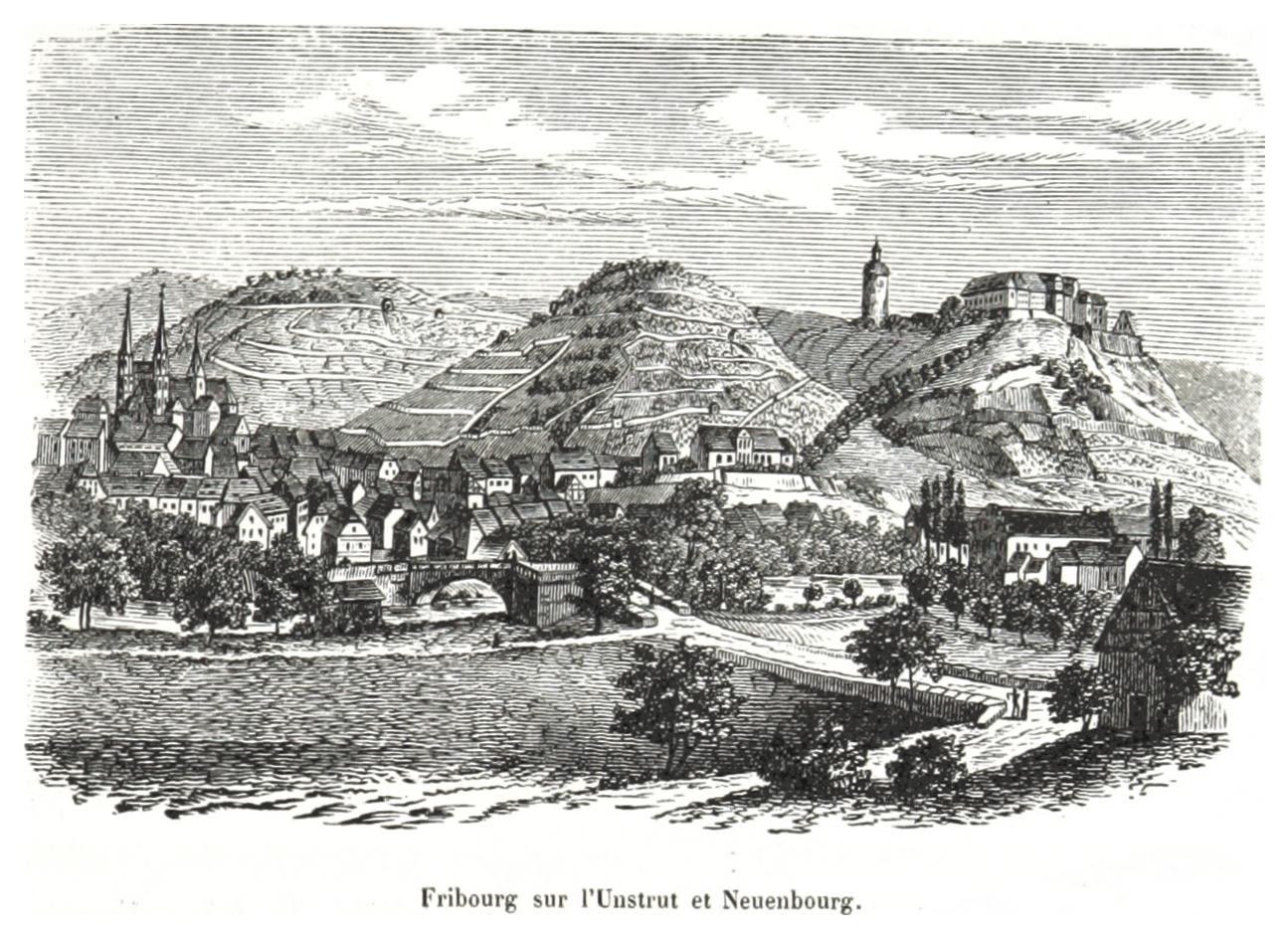
Freyburg egy régi rajzon

Freyburg az 1090-ben létesített Neuenburg körüli településből jött létre. A Via Regia ezen a ponton keresztezte a folyót, amiből kifolyólag stratégiailag hosszú időn keresztül kulcsfontosságú hely volt. Lakosságának megélhetését egyrészt a bortermelés, másrészt a takácsmesterség teremtette meg.
A harmincéves háború, valamint a Hétéves és a napóleoni háborúk idején a város hadiesemények színhelye volt.
A város fő látványossága Neuenburg vára, mely 110 méterrel emelkedik a város fölé, ahonnan szép kilátás nyílik a városra és a folyóvölgyre.

## Nevezetességek
- Neuenburg - Az eredetileg román stílusban épült várat a 13. században építették ki és Thüringiában Wartburg vára után a legjelentősebbnek számít. A belső várba több kapun keresztül lehet bejutni. A plató déli részét elfoglaló Hauptburgba még két, árokkal elválasztott falszoros, zwinger csatlakozik. A várudvarban levő kettős kápolna a vár bővítési időszakából, 1220-ból való, amely a késő román stílus kiemelkedő építészeti alkotása. A második falszoroson emelkedő Öreg toronyról tiszta időben el lehet látni a Harz magaslatáig is.

## Itt születtek, itt éltek

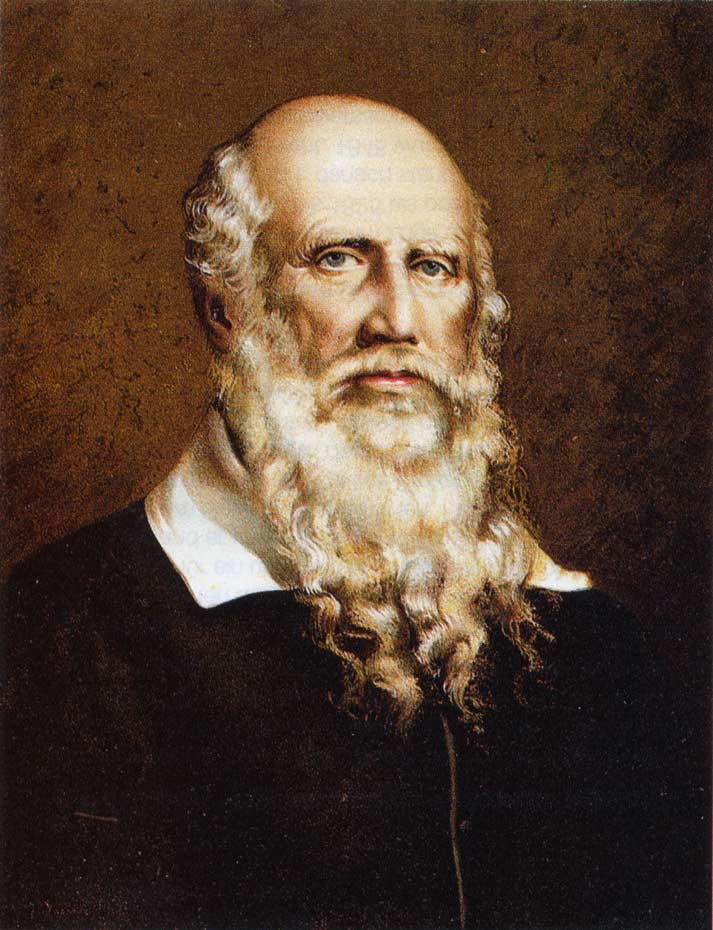
Friedrich Ludwig Jahn arcképe

- Friedrich Ludwig Jahn (1778–1852) - a német sportmozgalom megalapítója, a korszerű testnevelés élharcosa 1825-től 1852-ben bekövetkezett haláláig Freyburgban élt és tevékenykedett.
- Robert Hermann Schomburgk (1804-1865) - természettudós
- Moritz Richard Schomburgk (1811-1891), botanikus és felfedező
- Felix Hoppe-Seyler (1825-1895), vegyész és fiziológus
- Ernst Neufert (1900-1986), építész, szerző
- Walter White (született 1923) - festő, művészeti tanár
- Hans-Joachim Lauck (született 1937) operációs igazgató és politikus (SED)
- Ferdinand Goetz (1826-1915) - Freyburg tiszteletbeli polgára

## Galéria

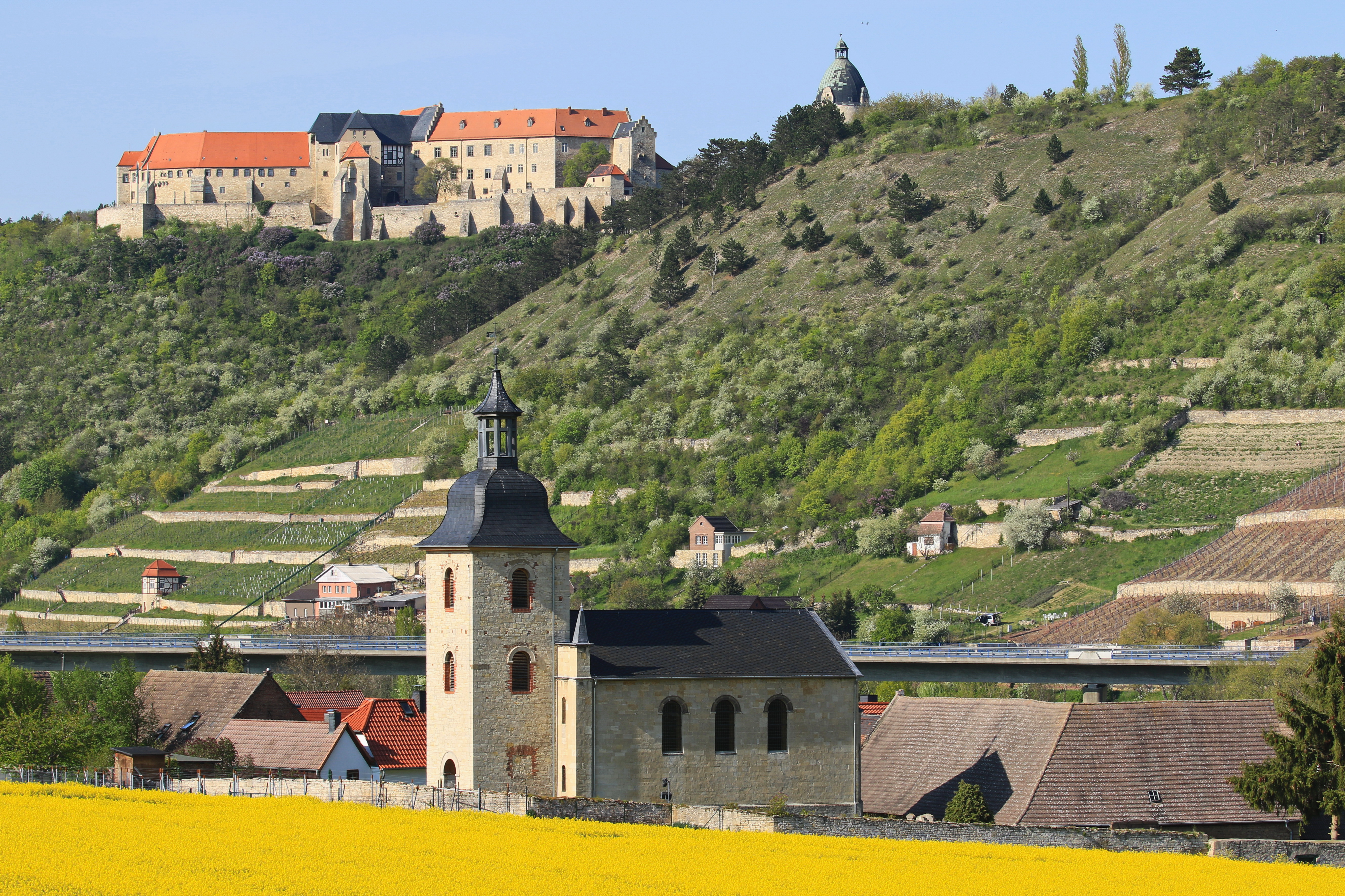
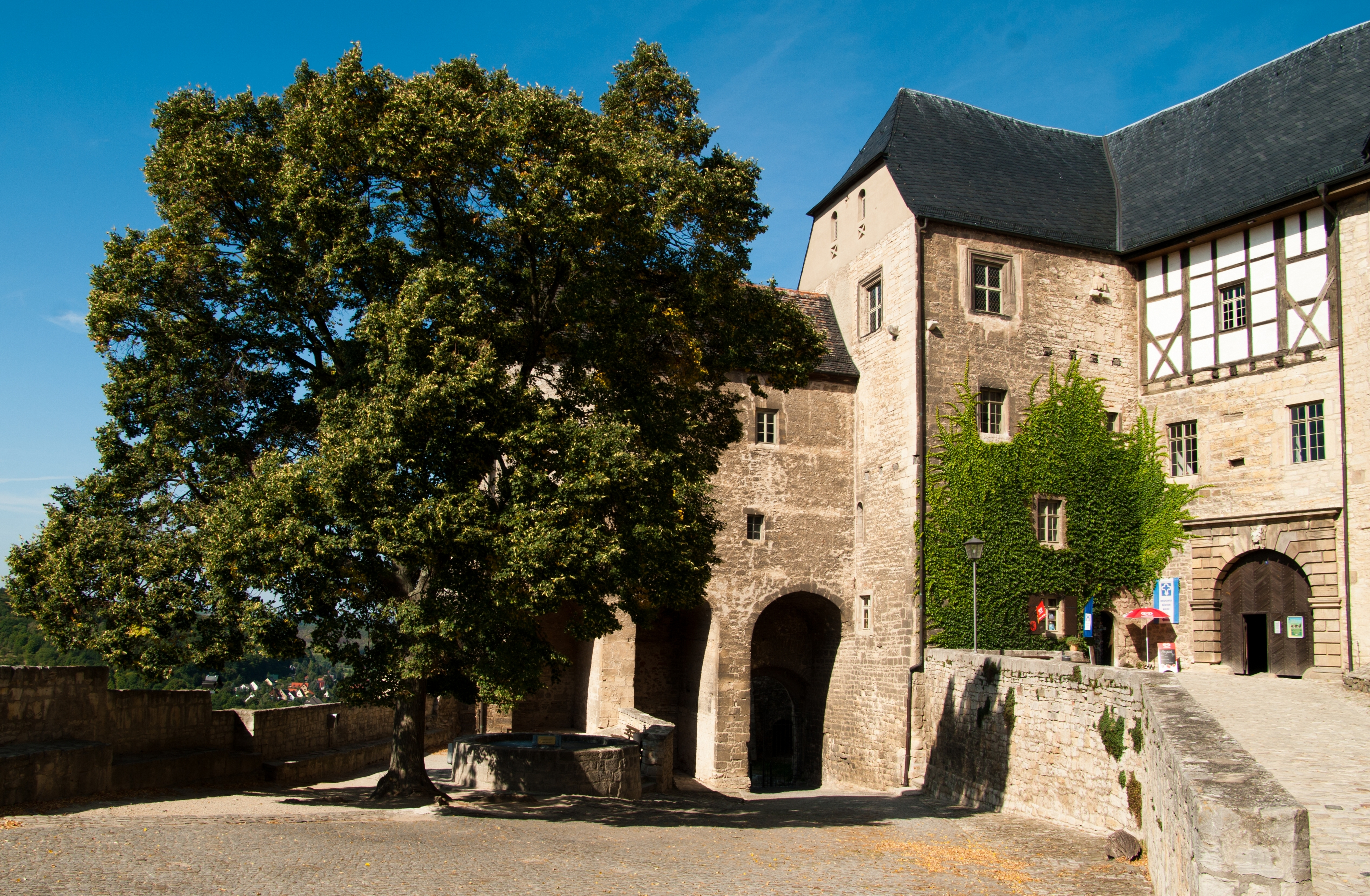
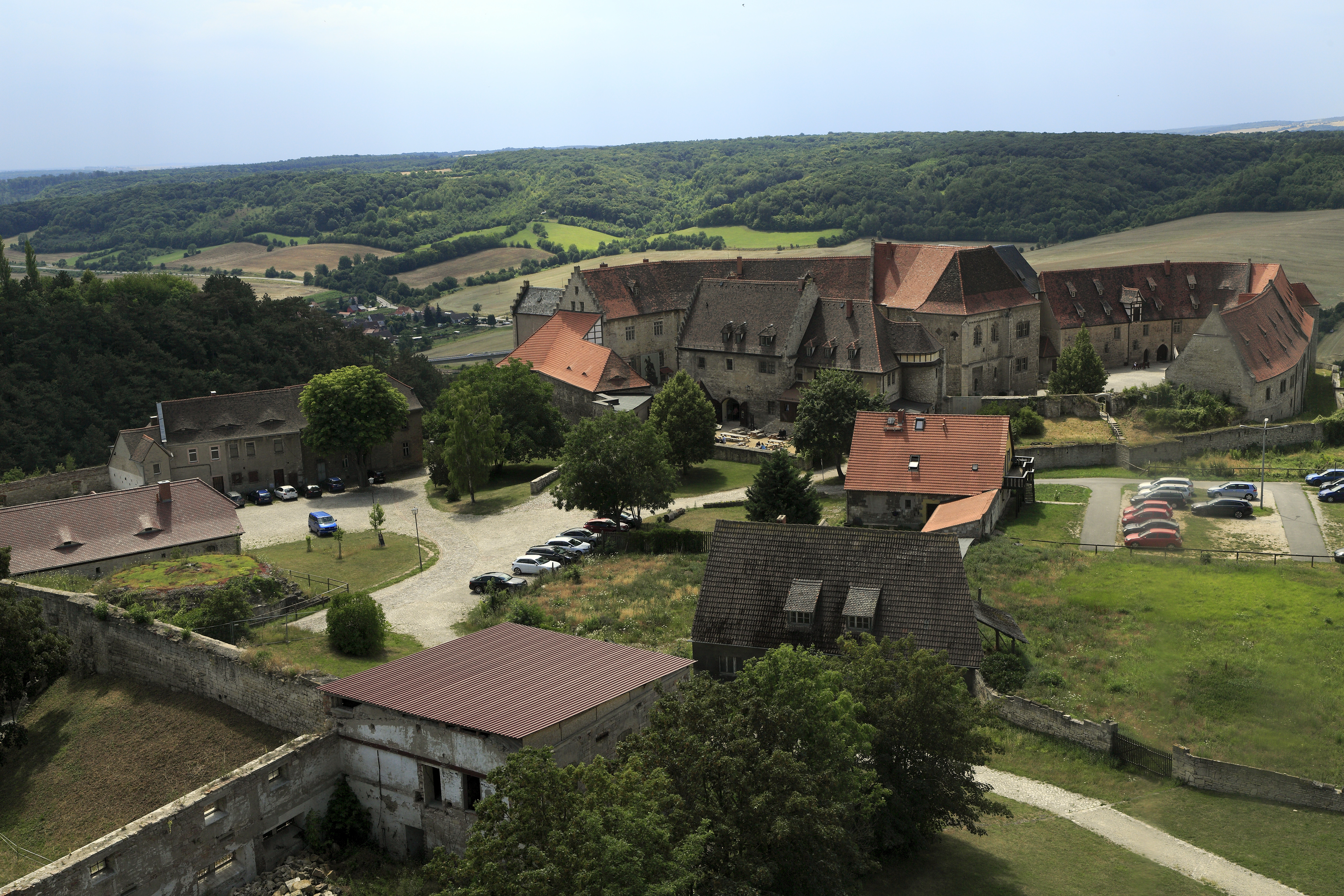
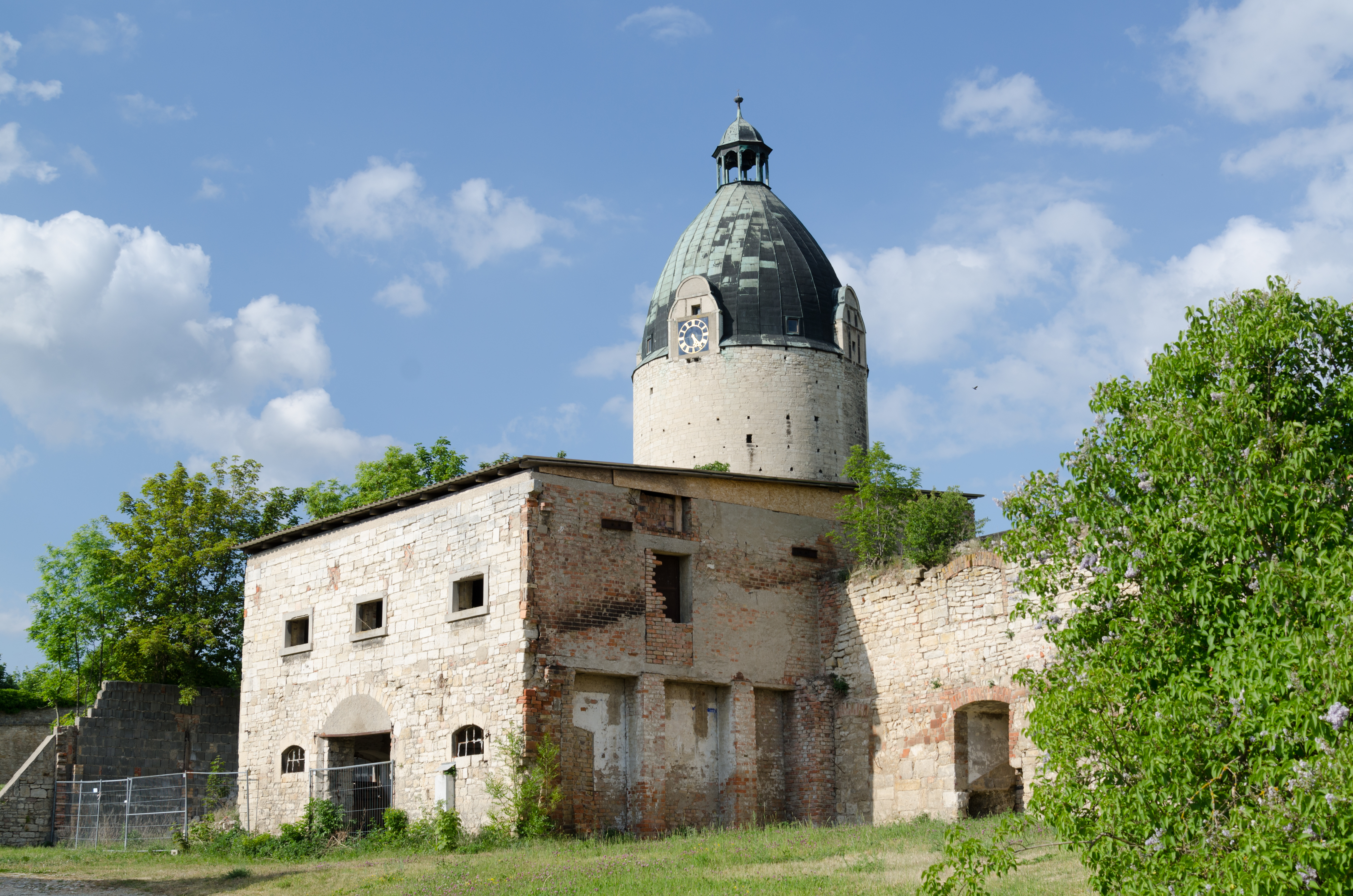
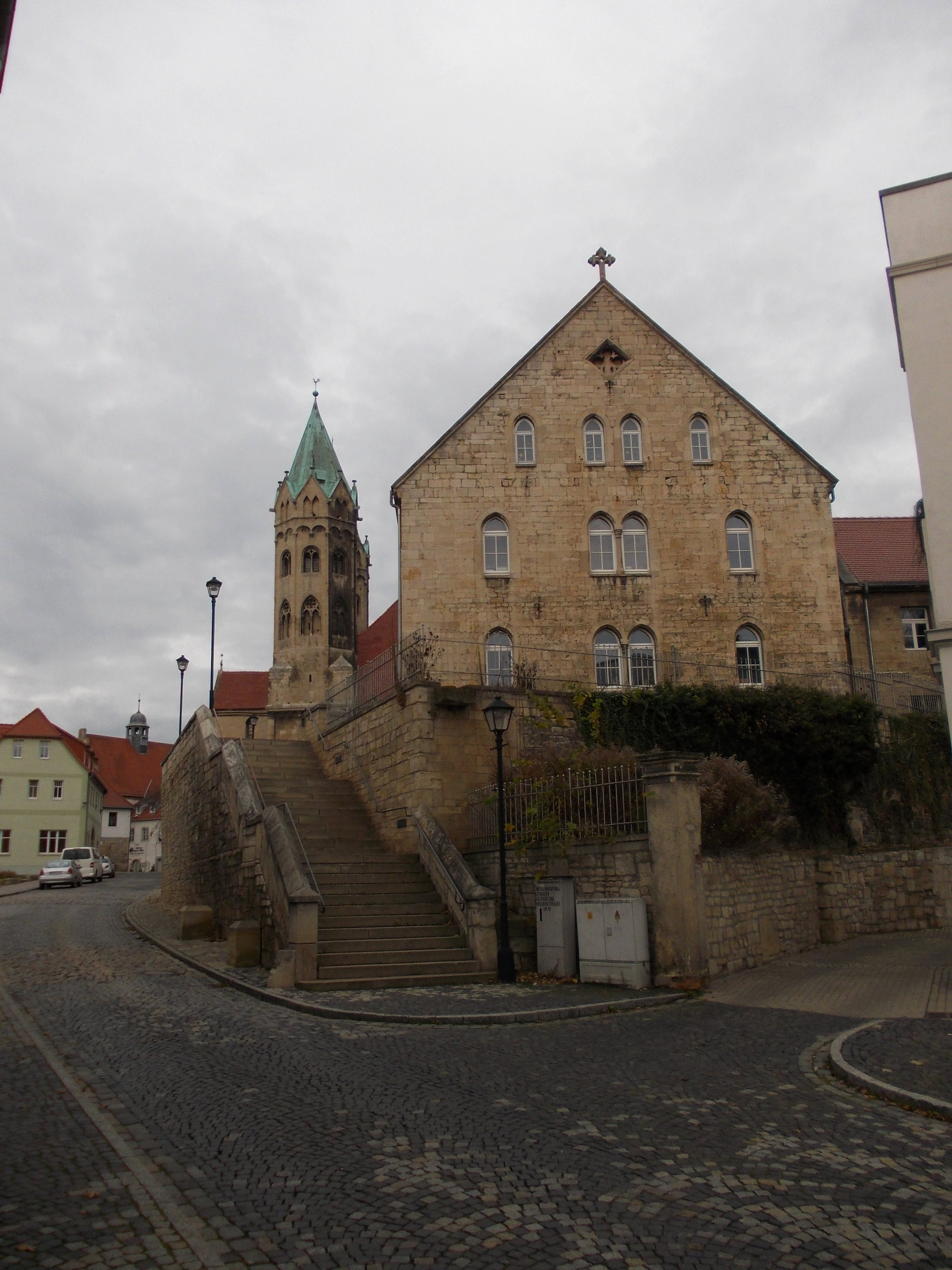
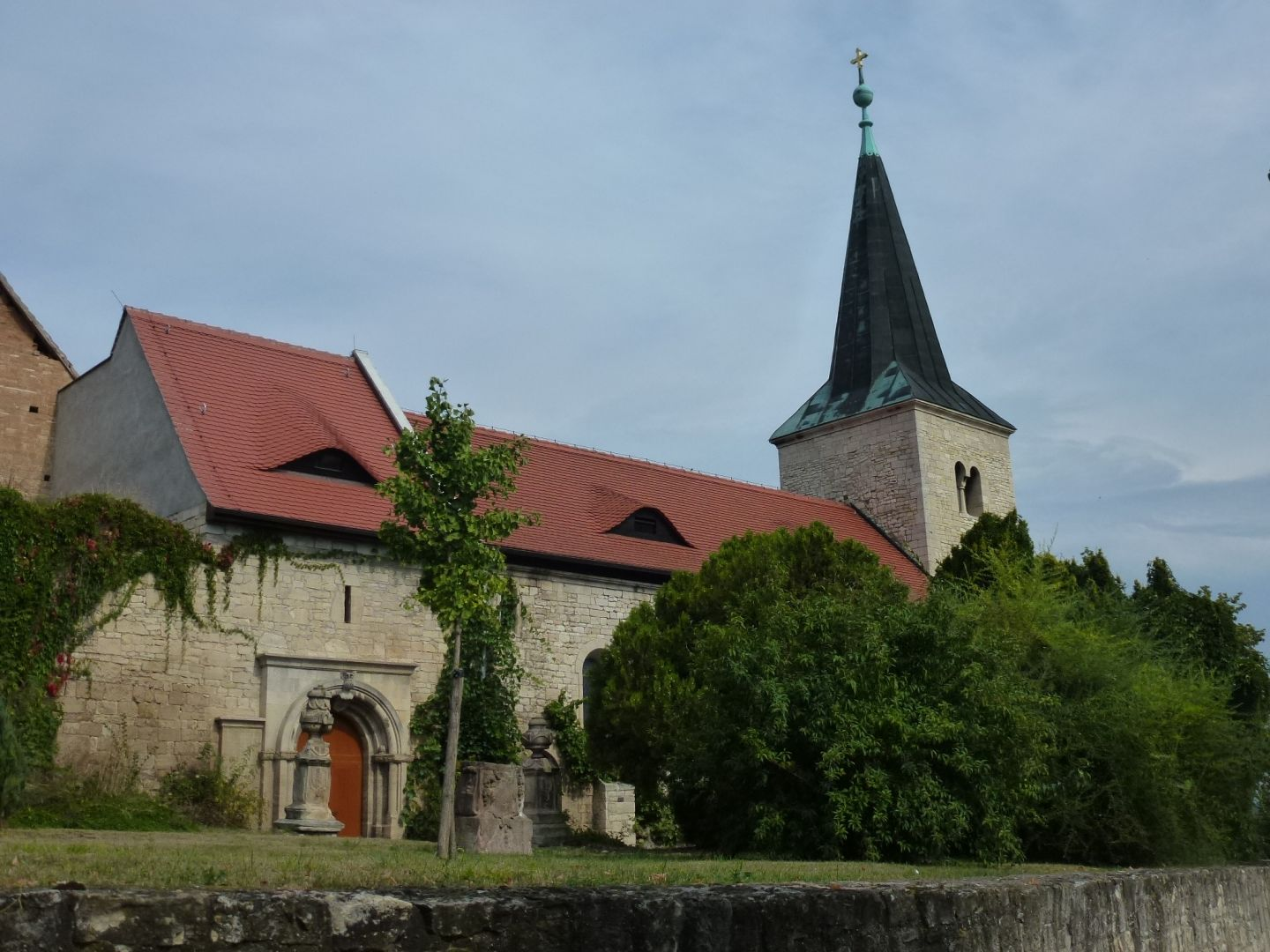
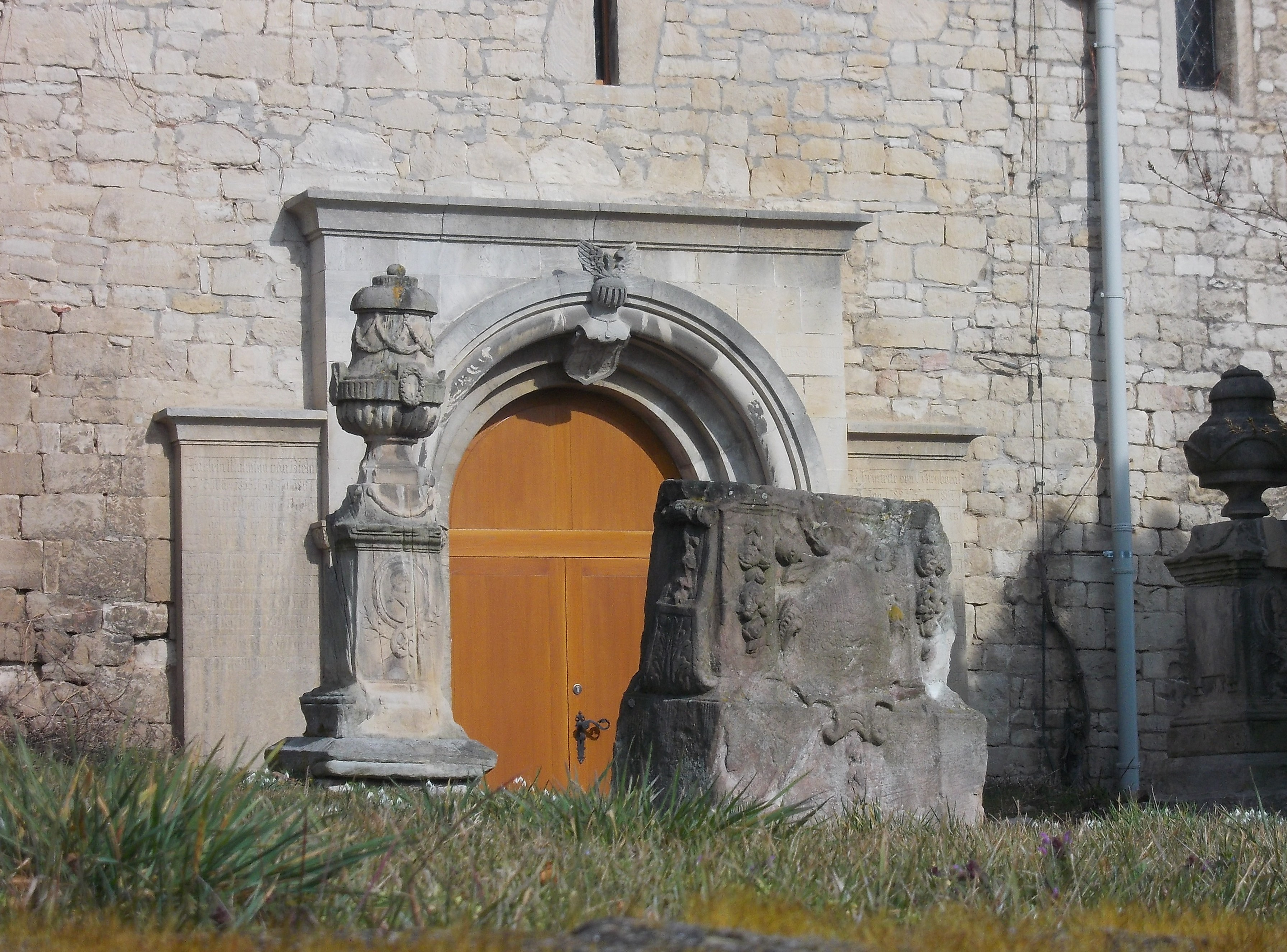
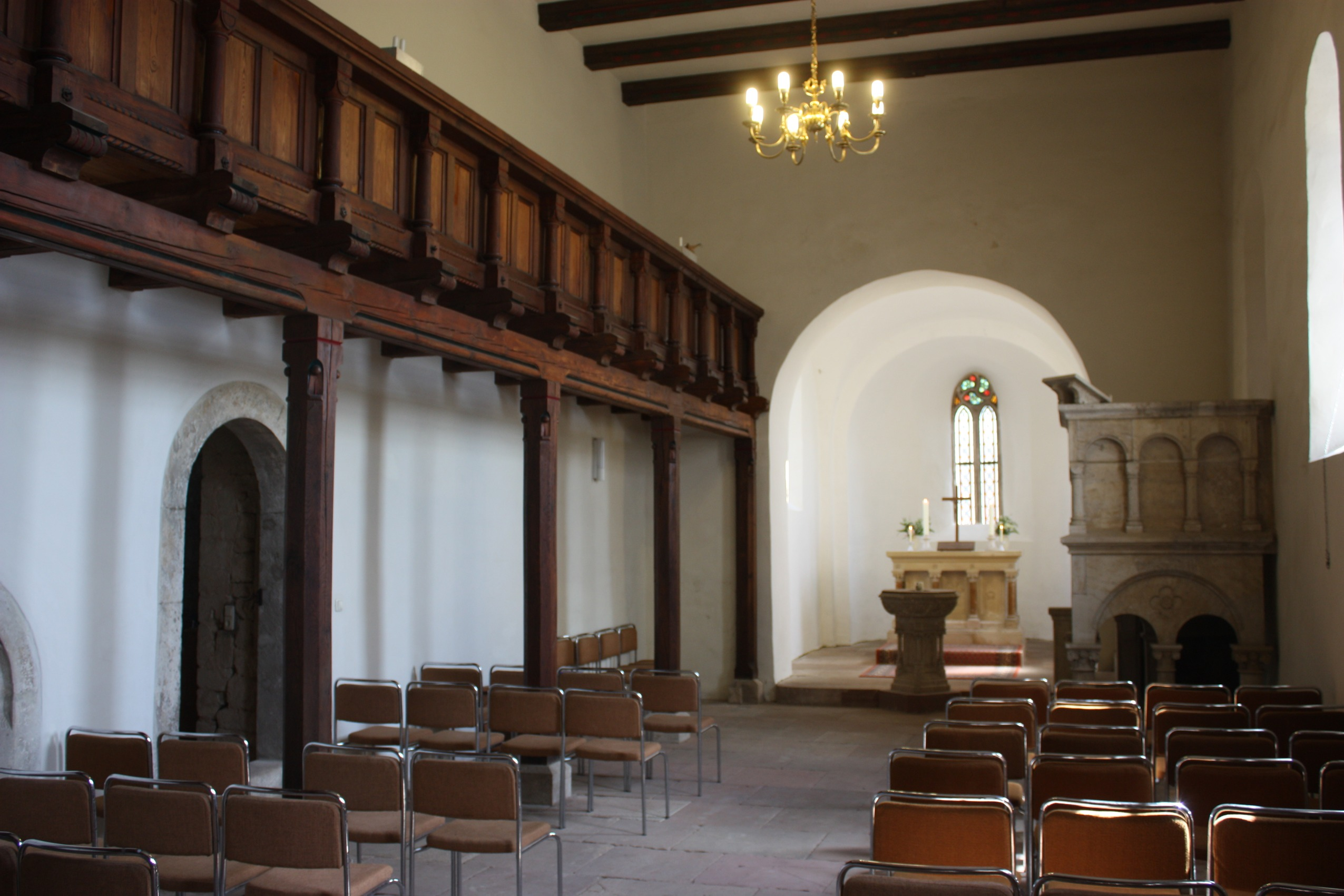
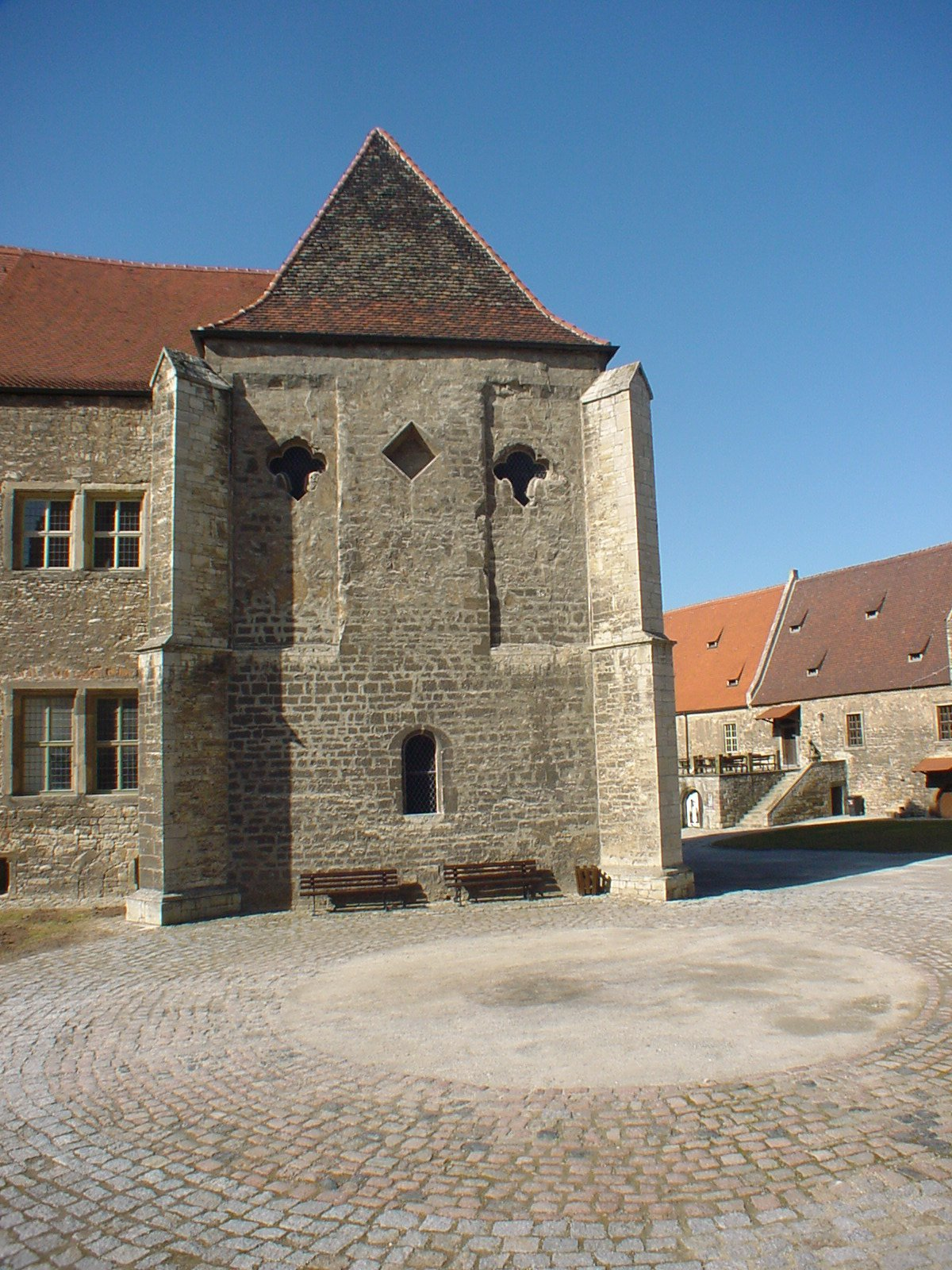
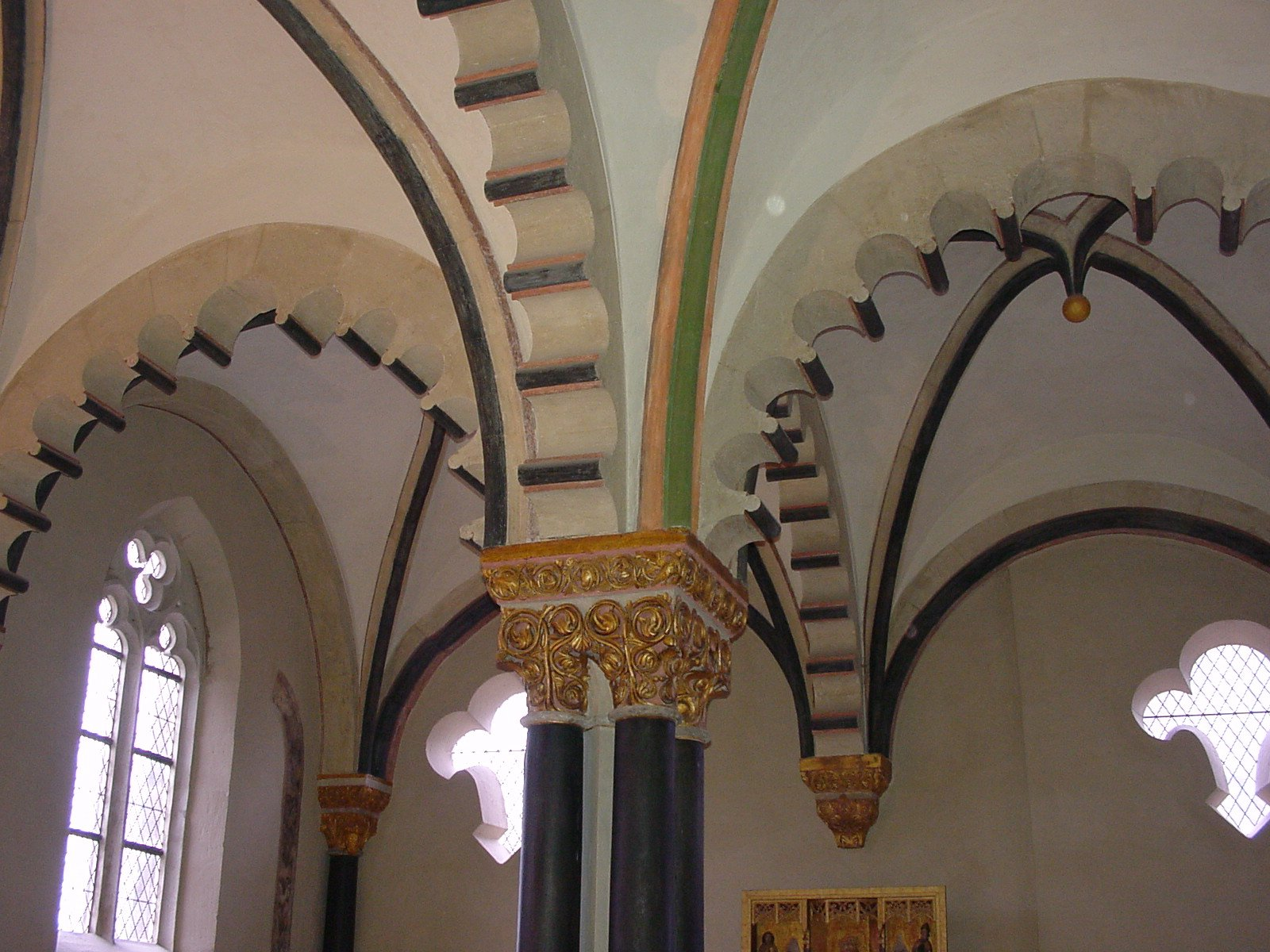
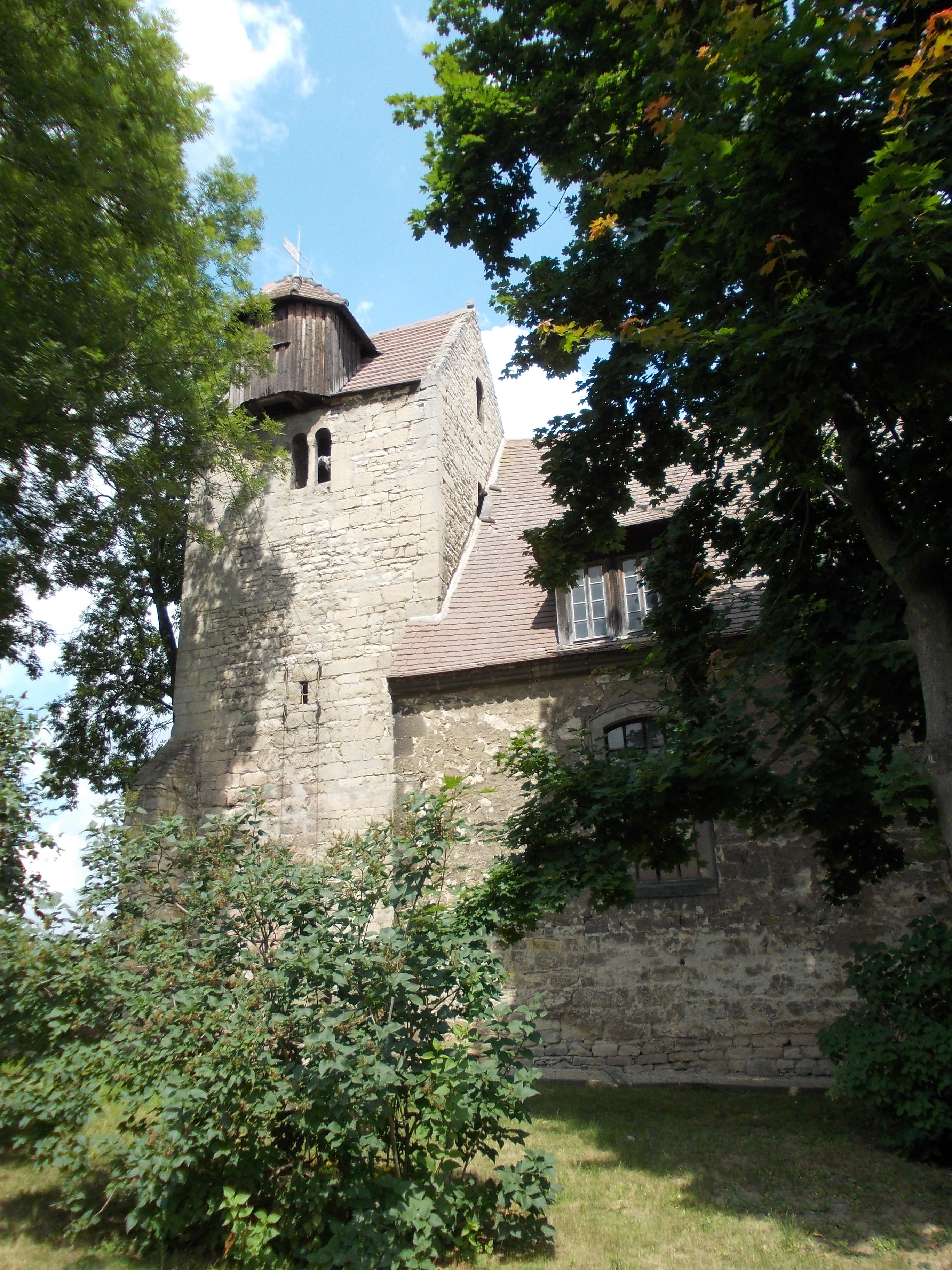
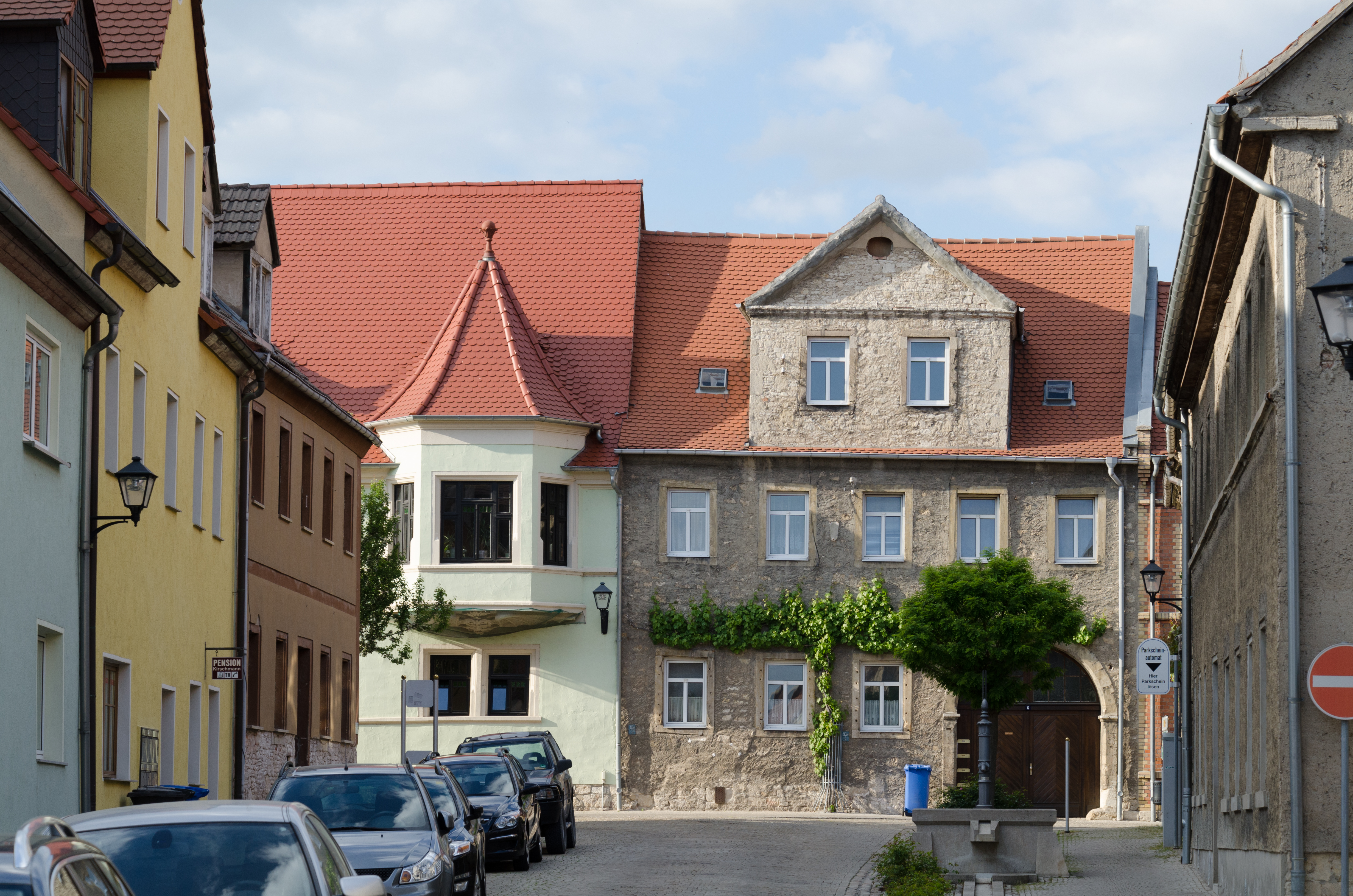
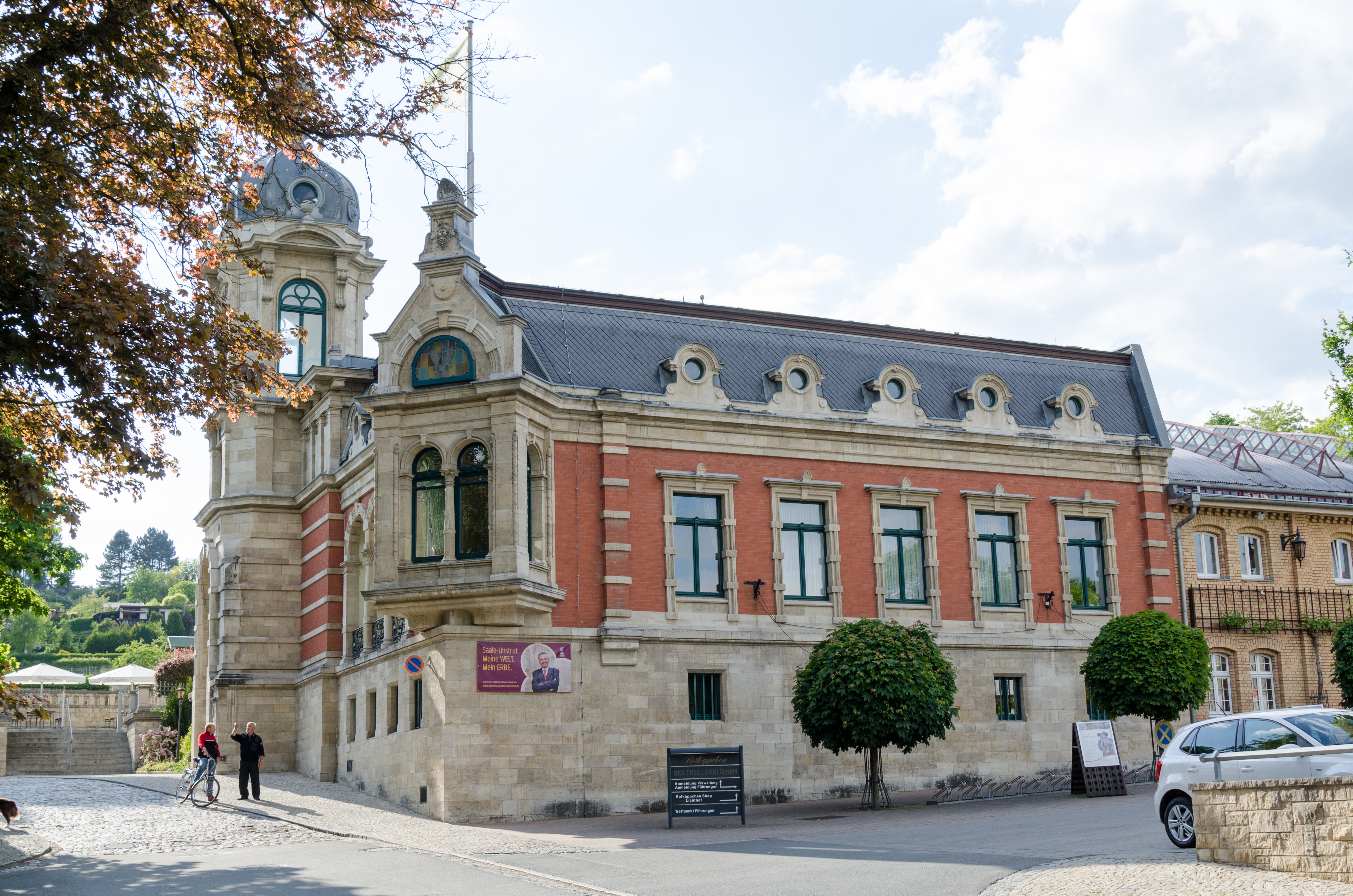
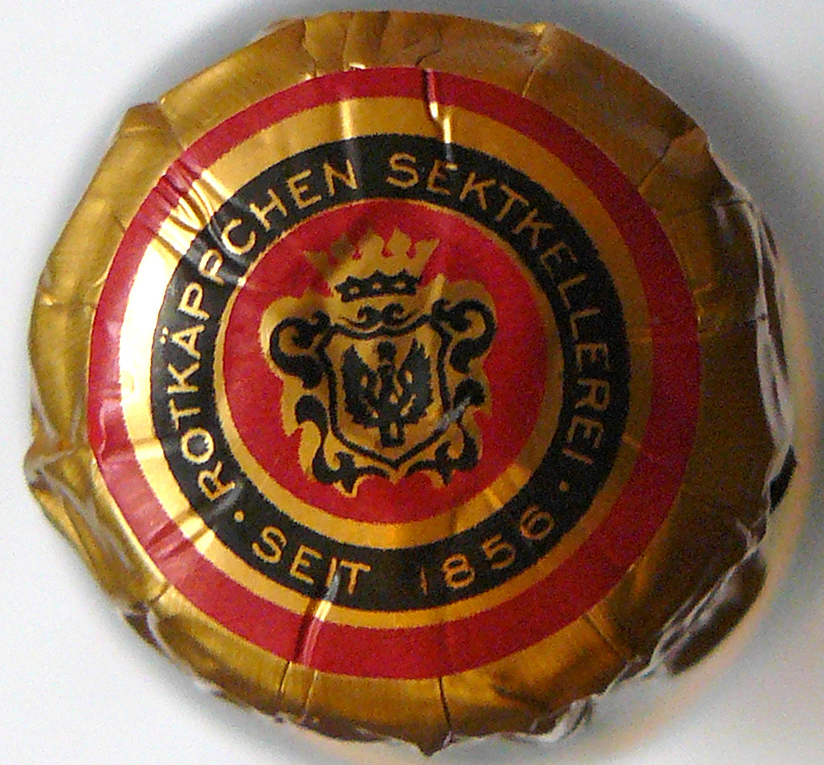

## Népesség
A település népességének változása:
| Lakosok száma | 4706 | 4656 | 4563 | 4596 | 4579 |
|               | 2017 | 2019 | 2021 | 2022 | 2023 |